# Игубново
Игубново — опустевшая деревня в Зубцовском районе Тверской области. Входит в состав Вазузского сельского поселения.

## География
Находится в южной части Тверской области на расстоянии приблизительно 3 км по прямой на юго-восток от районного центра города Зубцов.

## История
Деревня была отмечена еще на карте Менде (состояние местности на 1848 год). В 1859 году здесь (деревня Зубцовского уезда Тверской губернии) было учтено 5 дворов, в 1941—17.

## Население
Численность населения: 36 человек (1859 год), 0 как в 2002 году, так и в 2010.